# Carlos Mario Hidalgo
Carlos Mario Hidalgo Bogantes (Grecia, 15 de febrero de 1963) es un exfutbolista profesional costarricense.

## Trayectoria
En 1980, Carlos Mario ganó el campeonato intercolegial de fútbol con el Liceo León Cortés de Grecia. Ese título les permitió jugar un fogueo contra la Selección Juvenil de la época y Marioca se ganó un lugar en la Tricolor.
Jugó un año en Tercera División con la oncena de San Roque CF, hasta que en 1982 debutó en la Primera División con San Carlos.
En 1986 pasó al Deportivo Saprissa; ahí ganó dos títulos nacionales y fue llamado a la Selección Nacional que clasificó al Mundial Italia 1990. En 1991 jugó para la Liga Deportiva Alajuelense y agregó un nuevo título a su currículo.
Regresó al cuadro morado por dos años y pasó luego al Cartaginés. Con los brumosos se coronó como campeón de Concacaf en 1994. Un año después Marioca terminó su carrera precisamente donde comenzó: en San Carlos.
Carlos Mario está casado, tiene dos hijas, un hijo y vive en Grecia y no descarta que en un futuro pueda dirigir en la Segunda División.
Es uno de los jugadores del país que ha jugado para los dos clubes más grandes de Costa Rica, el Deportivo Saprissa y Liga Deportiva Alajuelense.

## Clubes
| Club        | País       | Año         |
| ----------- | ---------- | ----------- |
| San Carlos  | Costa Rica | 1982 - 1986 |
| Alajuelense | Costa Rica | 1986 - 1987 |
| Saprissa    | Costa Rica | 1987 - 1991 |
| Cartaginés  | Costa Rica | 1993 - 1995 |
| San Carlos  | Costa Rica | 1996        |